# Euro Plaza

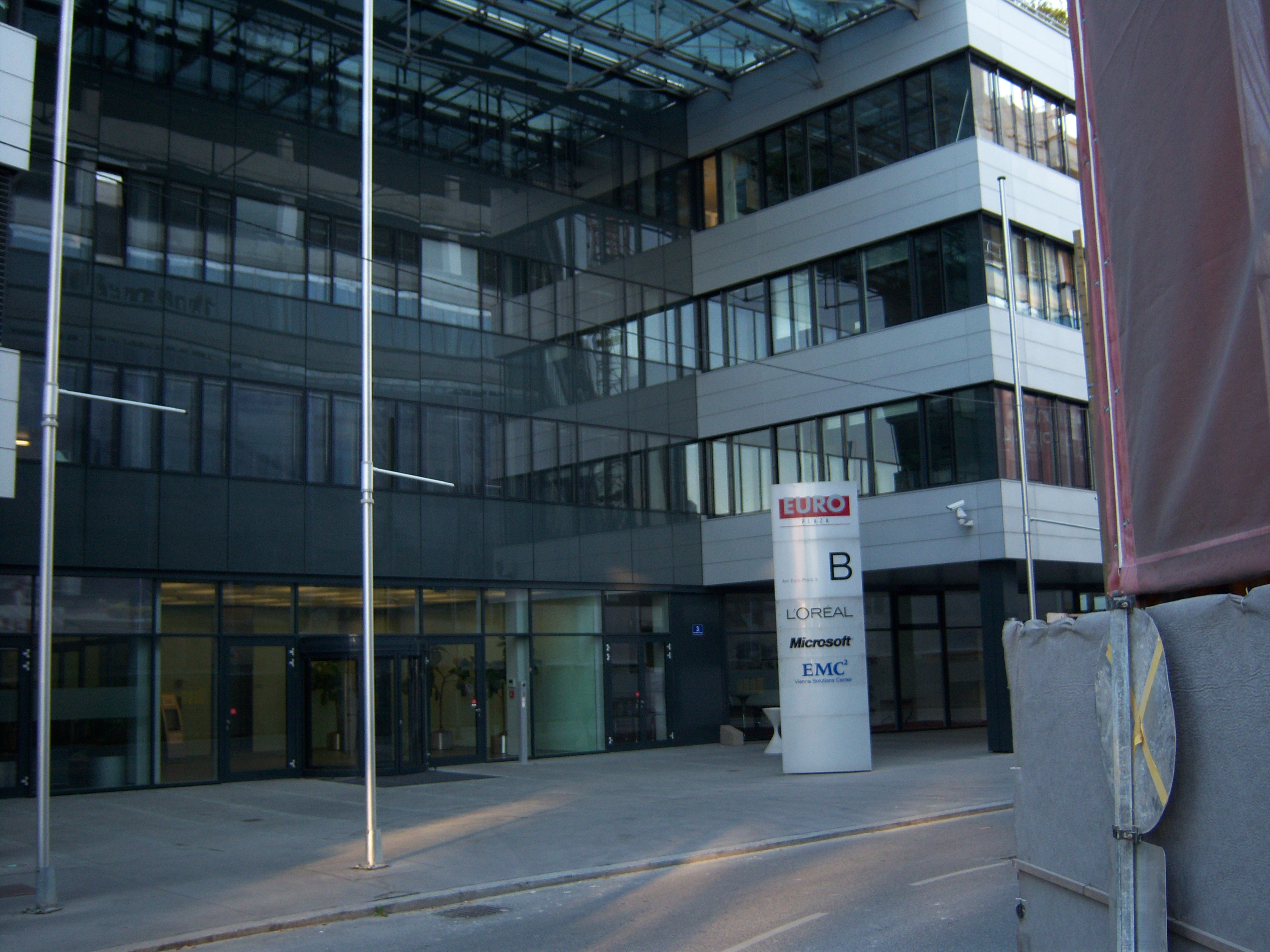
Euro Plaza B.

L'Euro Plaza est un bâtiment de la ville de Vienne, situé dans l'arrondissement de Meidling, sur la Wienerbergstraße, à l'ouest du quartier de Wienerberg. Il est depuis 2002 le siège de Microsoft Autriche. Hewlett Packard ainsi que la filiale autrichienne de Sony y sont également établies. Le bâtiment contient en outre deux restaurants et un centre de conférence.